# François de Beaucaire de Péguillon
François Beaucaire de Péguillon (lateinisch Belcarius Peguillio; * 15. April 1514 auf Schloss Creste bei Montluçon; † 14. Februar 1591 ebenda) war ein französischer Bischof, Theologe und Historiker.

## Leben

Bischofswappen (moderne Nachzeichnung)

Er studierte Theologie und schloss das Studium mit dem akademischen Grad eines Magister artium ab. Danach war er Lehrer des Prinzen Charles de Lorraine-Guise, dem späteren Kardinal von Lothringen. Diesen begleitete er 1547–1548 und 1549 nach Rom. Nach dem Verzicht des Bischofs Robert de Lénoncourt wurde François Beaucaire de Péguillon 1555 zum Bischof von Metz ernannt. Die Bischofsweihe spendete ihm am 4. Oktober 1556 Louis Guillart, Bischof von Chalon-sur-Saône; Mitkonsekratoren waren Nicolas de Pellève, Bischof von Amiens, und Philippe Musnier OSsT, Weihbischof in Châlons-sur-Marne.
François Beaucaire de Péguillon war 1562 Teilnehmer am Konzil von Trient. Wegen des erstarkenden Calvinismus in Metz legte er 1567 oder 1568 sein Bischofsamt nieder, zog sich auf sein Landgut Creste bei Montluçon zurück und starb dort 1591.

## Werke
Seine Hauptschrift zur französischen Geschichte Rerum gallicarum commentarii, welche die Zeit von 1261 bis 1580 behandelt, erschien erst 1625 in Lyon.